# Lycium makranicum
Lycium makranicum är en potatisväxtart som beskrevs av Schönbeck-temesy. Lycium makranicum ingår i släktet bocktörnen, och familjen potatisväxter. Inga underarter finns listade i Catalogue of Life.